# Andes

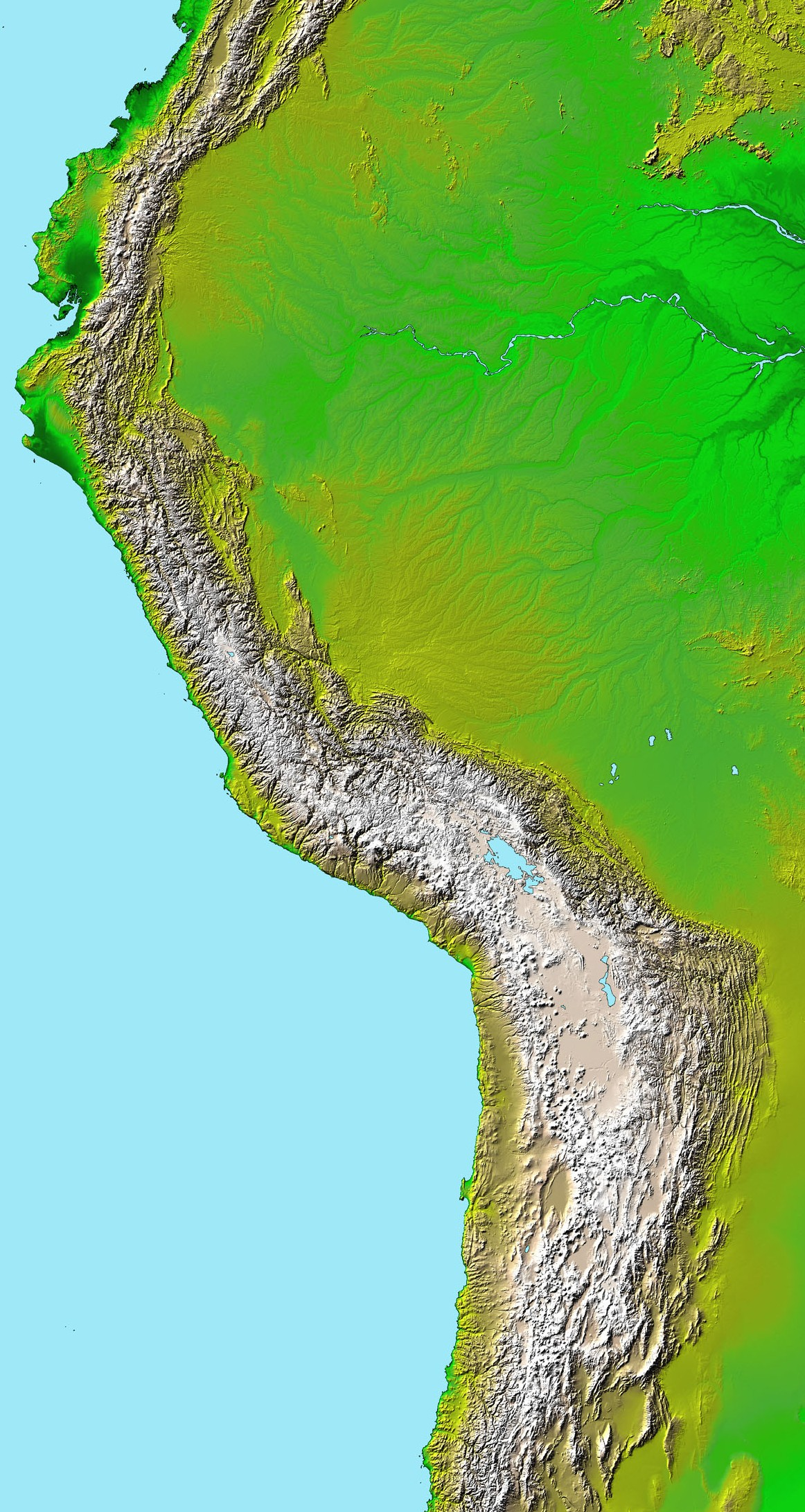
La serralada dels Andes

La serralada dels Andes s'estén des de Veneçuela fins a la Patagònia i travessa tota l'Amèrica del Sud (l'Argentina, Xile, el Perú, Bolívia, l'Equador, Colòmbia i Veneçuela). En aquests dos darrers països es ramifica i arriba quasi fins al Carib.
La seva part meridional serveix de frontera natural entre Xile i l'Argentina. A la zona central, els Andes s'eixamplen i formen una regió de terres altes coneguda com l'Altiplà o Altiplà Andí. L'Altiplà és compartit pel Perú, Bolívia i Xile. La serralada s'estreny de nou al nord del Perú i es torna a eixamplar a Colòmbia.
La seva màxima altitud és el cim de l'Aconcagua, en la província de Mendoza (l'Argentina). És la muntanya més alta d'Amèrica, i queda just per sota de l'altura dels 7.000 metres. Hi ha, en canvi, 102 pics amb més de 6.000 metres d'altitud.
La serralada dels Andes es va formar al final de l'era secundària, durant el període anomenat Cretaci superior, pel moviment de subducció de la placa de Nazca sota la placa sud-americana. Els moviments sísmics i l'activitat volcànica posterior han tingut molta més importància en la configuració del relleu que els agents erosius externs. En la morfologia actual s'hi troben elevades serralades, juntament amb extensos altiplans longitudinals paral·lels als grans eixos muntanyosos.

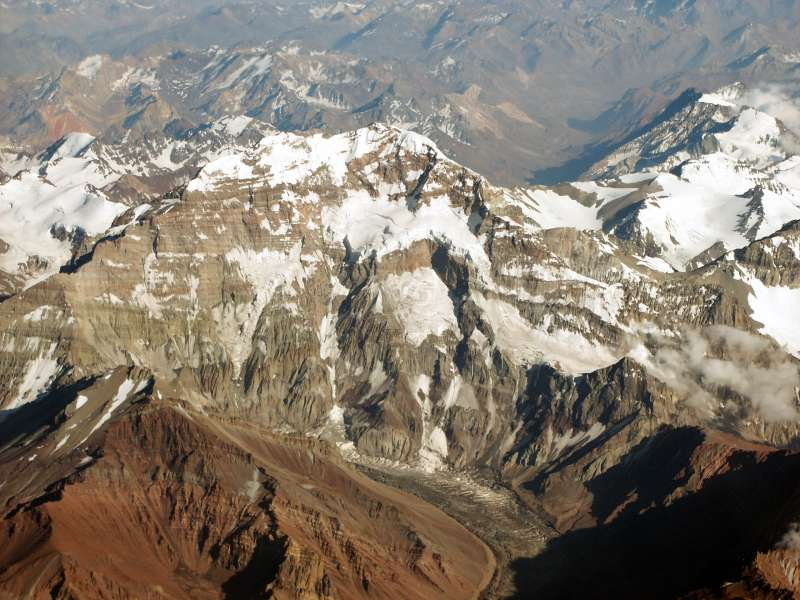
L'Aconcagua

## Etimologia
Hi ha diverses teories pel que fa a l'etimologia del topònim Andes; la més probable és la paraula quítxua Anti amb el significat de cresta elevada; alguns suposen que deriva d'una altra paraula també runa simi (quítxua): Antisuyu, una de les quatre suyu o parts de l'imperi dels inques. No obstant és més probable que el nom d'aquest suyu provingués de la serralada en qüestió.
Molt més dubtosa és l'etimologia espanyola procedent de la paraula andén tot i que sí que és probable que els espanyols modifiquessin la paraula quítxua anti en notar que era freqüent als vessants d'aquesta serralada els cultius mitjançant terrasses o andenes. Cal fer notar que els quitúes del Tawantinsuyo solien denominar "Anti" als sistemes muntanyosos més occidentals que assenyalaven aproximadament els límits d'aquest imperi. Per aquest motiu algunes de les elevades Serres Pampeanes com la de l'Aconquija eren incloses en els "Anti" encara que en realitat pertanyien a sistemes orogràfics independents.

## Geologia

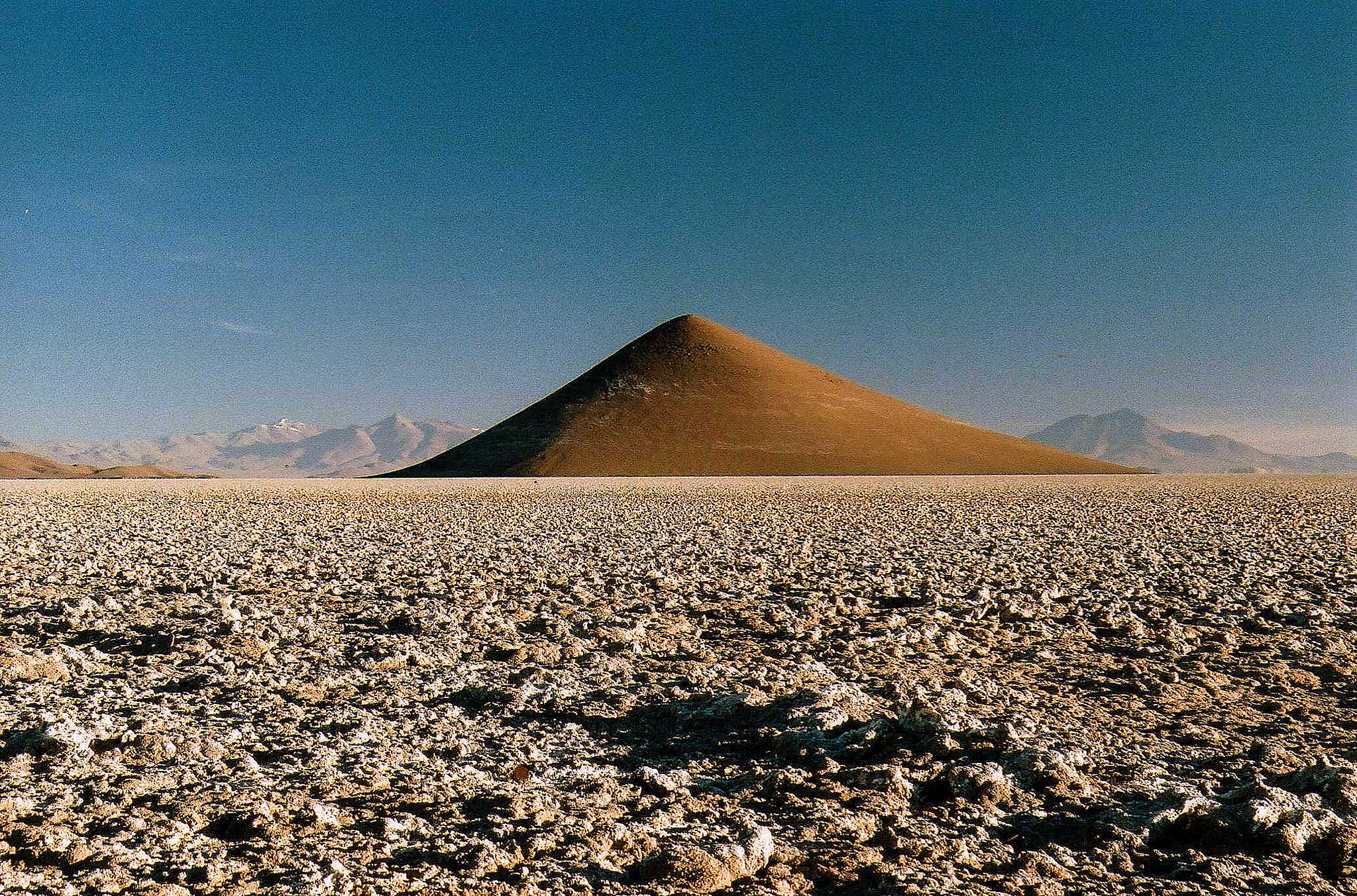
Cono de Arita, Salta (Argentina)

Els Andes són el resultat del moviment de les plaques tectòniques, un fet que succeeix des del període Mesozoic. Els Andes s'han aixecat per la subducció de plaques oceàniques per sota de la placa Sud-americana. Les plaques que actualment són subduïdes són la de Cocos, Nazca, i l'Antàrtica. Abans de formar-se els Andes, el marge occidental de Sud-amèrica ja havia estat el lloc de diverses orogènies.
Alguns sectors dels Andes presenten activitat volcànica com a resultat de la fusió parcial de la falca del mantell que sol ocórrer en zones de subducció. El vulcanisme als Andes es distribueix en l'actualitat principalment en quatre sectors: la Zona volcànica nord (Colòmbia, l'Equador), la Zona volcànica central (l'Argentina, Bolívia, Xile, el Perú), la zona volcànica sud (l'Argentina, Xile) i la zona volcànica austral (l'Argentina, Xile). La manca de vulcanisme entre les tres zones volcàniques del nord, a Veneçuela, es pensa que es deu a una subducció d'angle baix en aquests llocs.
En els Andes Peruans i Patagons gran part dels massissos corresponen a batòlits de tonalita, granodiorita i granit que corresponen a antigues càmeres magmàtiques que han estat deixades al descobert per una combinació d'alçament tectònic i erosió. Els batòlits més grans són el Batòlit Costaner peruà, el Batòlit Nord Patagó i el Batòlit Sud Patagó.

### Orogènia
La banda occidental de la placa sud-americana ha estat el lloc de diverses orogènies preandines des d'almenys el Proterozoic tarda i principis de Paleozoic quan els terrenys i microcontinents van xocar i es van fusionar amb l'antic crató de l'est de Sud-amèrica, llavors el part Sud-americana de Gondwana.
La formació dels Andes moderns va començar amb els esdeveniments del Triàsic quan Pangea va començar a trencar-se i desenvolupar divisions. Va continuar a través del període Juràssic. Va ser durant el període Cretaci quan els Andes van començar a prendre la seva forma actual, per elevacions, falles i plegats de roques sedimentàries i metamòrfiques dels cratons antics cap a l'est. L'augment dels Andes no ha estat constant i regions diferents han tingut diferents graus d'estrès tectònic, elevació, i erosió.
Les forces tectòniques per sobre de la zona de subducció al llarg de tota la costa occidental de Sud-amèrica on la placa de Nazca i una part de la placa antàrtica llisquen per sota de la placa sud-americana produint un continu esdeveniment orogènic, i això com a resultat alguns terratrèmols i erupcions volcàniques en l'actualitat. A l'extrem sud, una de les principals falles transformants separa Terra del Foc de la petita placa de Scotia. A través de 1.000 km de llarg del Pas de Drake hi ha les muntanyes de la Península Antàrtica al sud de la placa de Scotia, que semblen una continuació de la cadena dels Andes.

### Vulcanisme

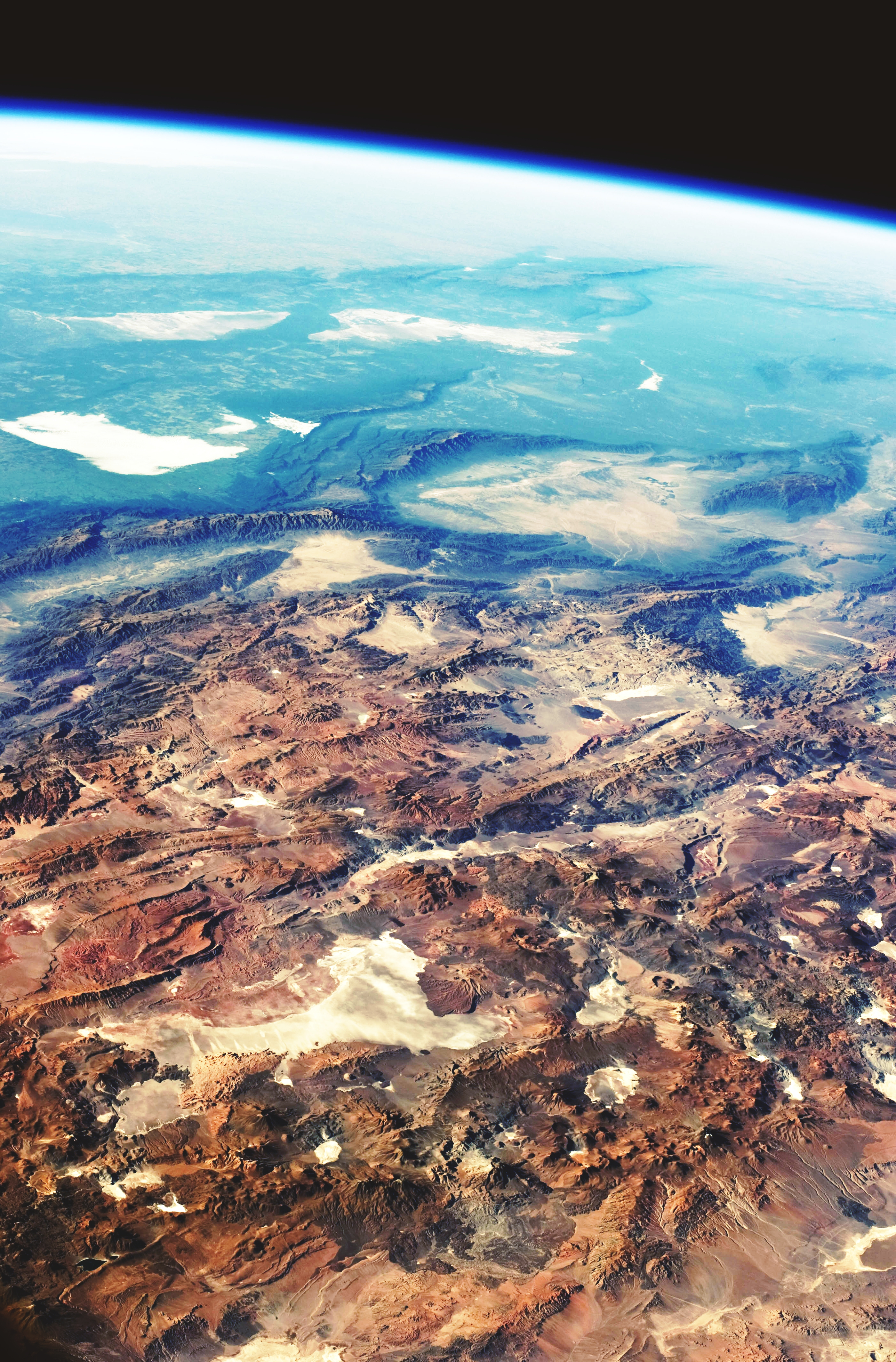
Fotografia de satèl·lit amb les altes planes de la Serralada dels Andes en el primer pla, amb una línia de volcans joves que s'enfronten al, molt més baix, desert d'Atacama

La serralada dels Andes té molts volcans actius, que es distribueixen en quatre zones volcàniques separades per zones d'inactivitat. El vulcanisme andí és el resultat de la subducció de la placa de Nazca i la placa antàrtica per sota de la placa sud-americana. El cinturó se subdivideix en quatre zones principals volcàniques que estan separades l'una de l'altra per zones no volcàniques. Els volcans del cinturó són molt diferents en termes d'estil de l'activitat, els productes i la morfologia. Mentre que algunes diferències poden explicar-se per la zona volcànica on es troba el volcà, hi ha diferències significatives, fins i tot dins de les zones volcàniques i entre amb els volcans veïns. Tot i ser lloc per al tipus calc-alcalí i el vulcanisme de subducció, el cinturó volcànic dels Andes ofereix un gran nombre d'ajustaments vulcanotectònics, com ara els sistemes de rift i les zones extensionals, falles transpressionals, la subducció de la dorsal oceànica i cadenes de muntanyes submarines, a part d'una àmplia gamma de gruixos de l'escorça i rutes d'ascens del magma, i una quantitat variable de l'escorça.

## Zones

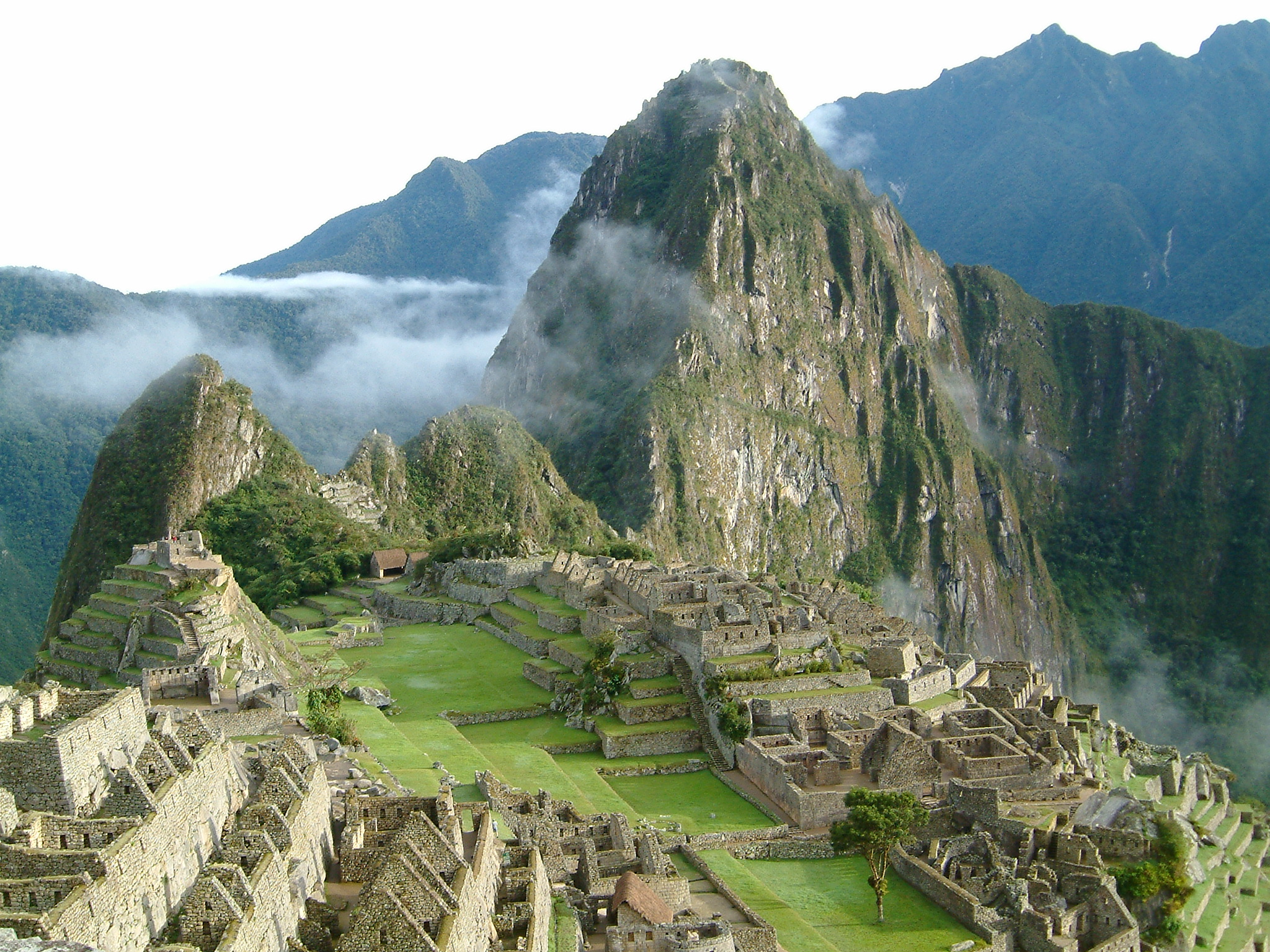
Machu Pichu, Andes peruans

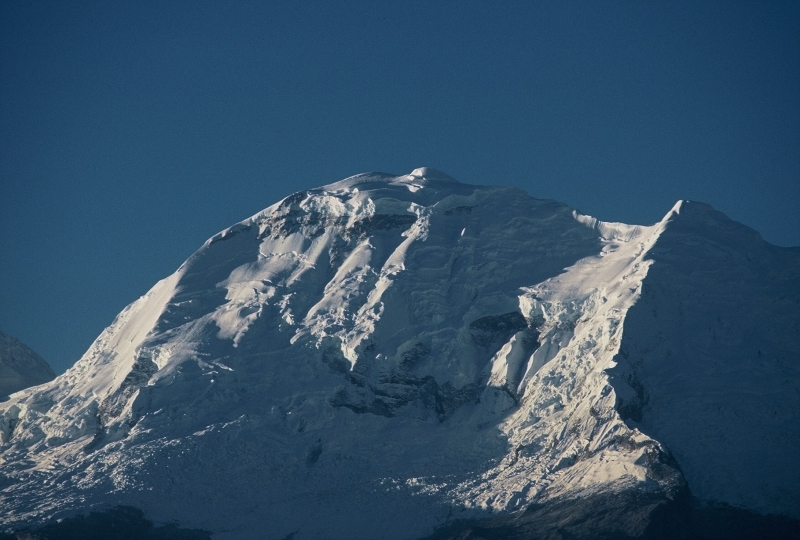
Huascarán, Cordillera Blanca, Perú

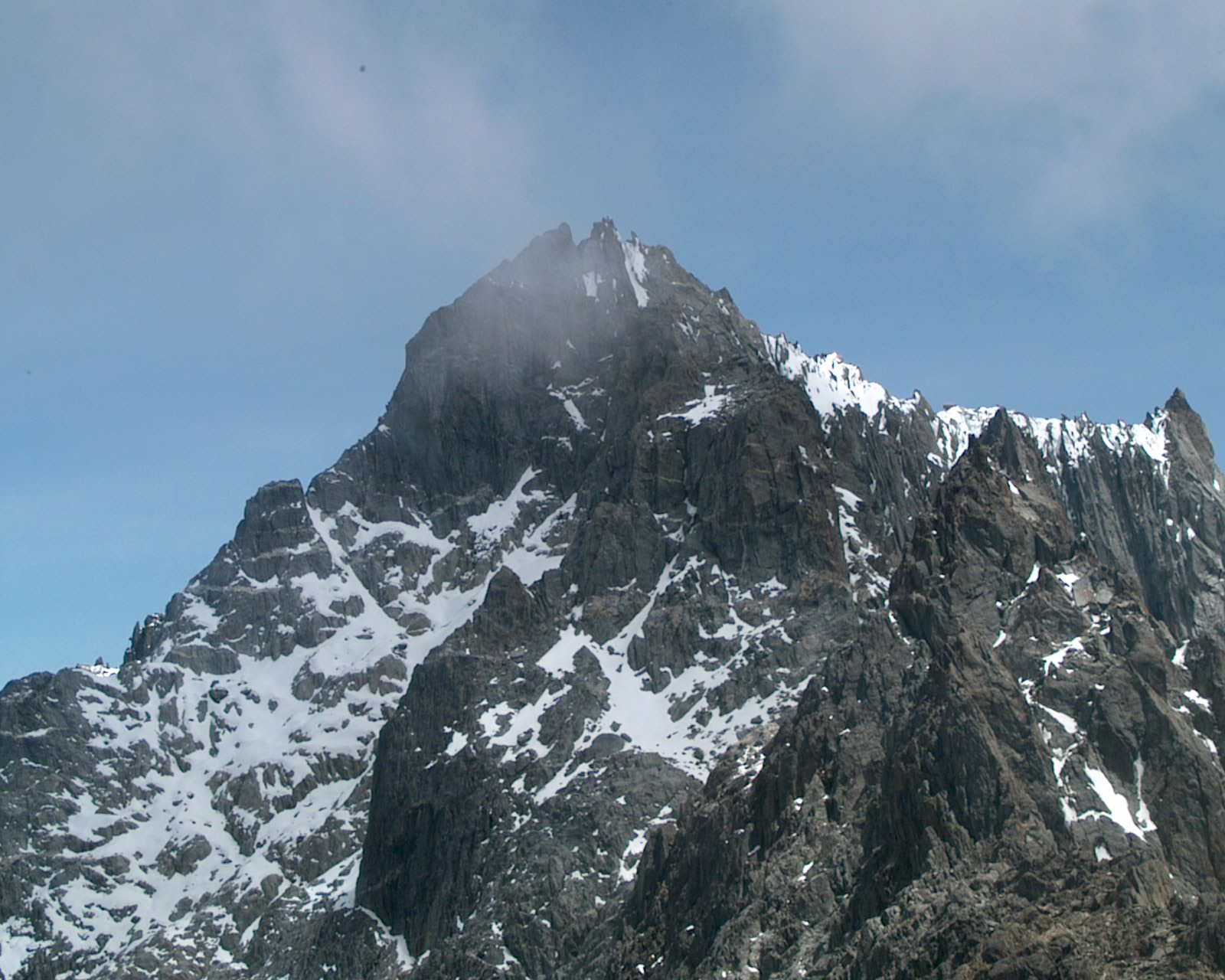
El pic Bolívar, Andes venezolans

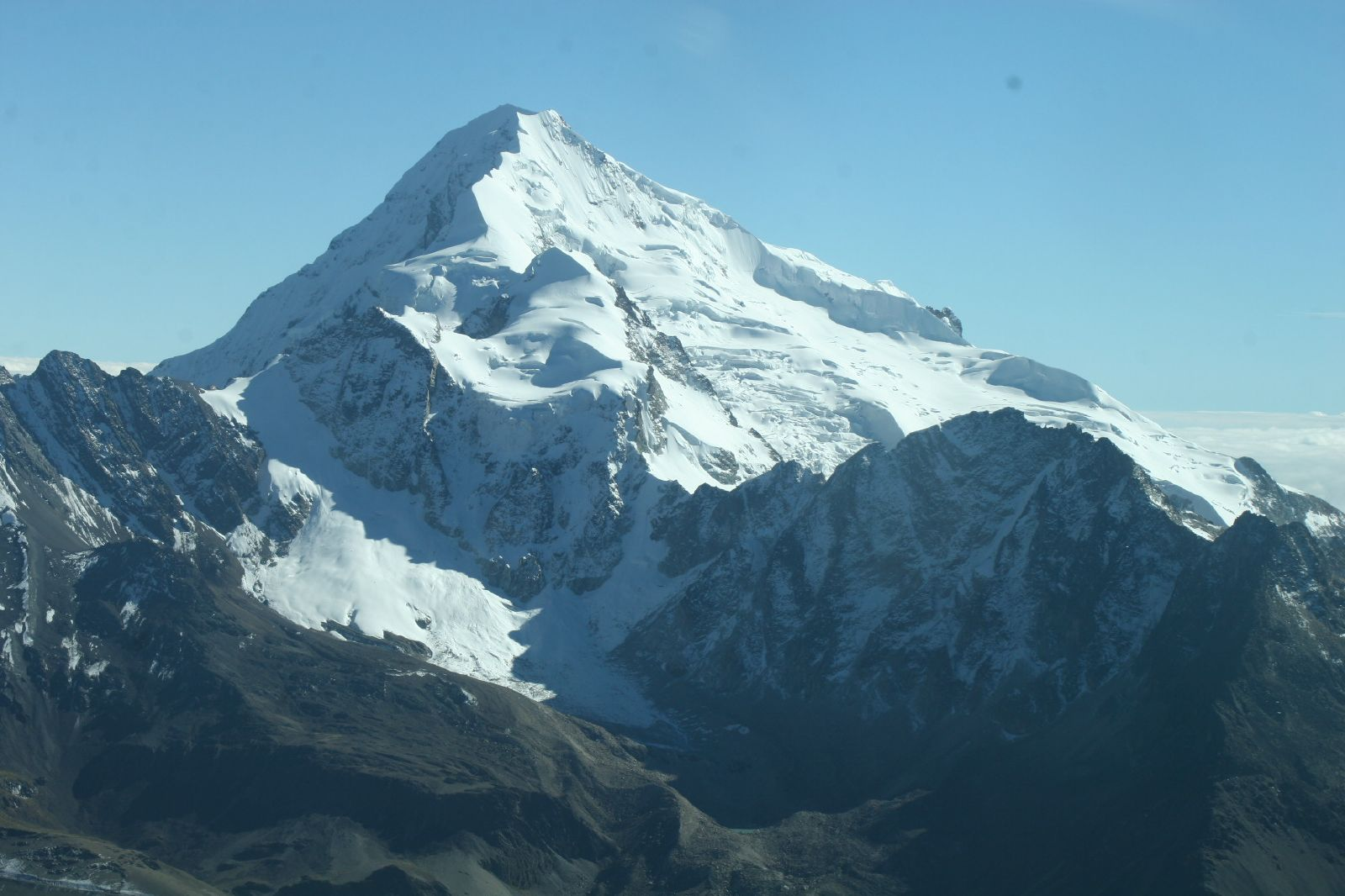
Huayna Potosí, Andes bolivians

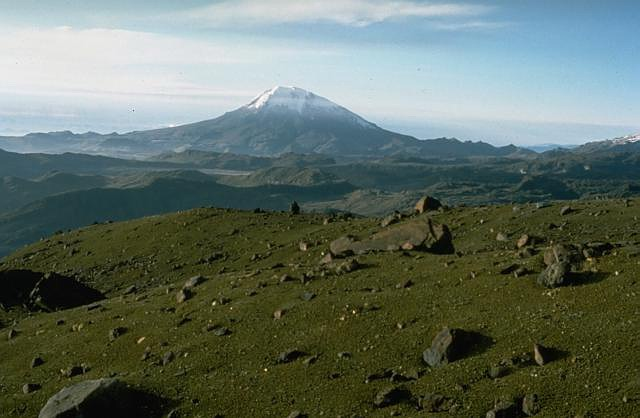
Nevado del Tolima, Andes colombians

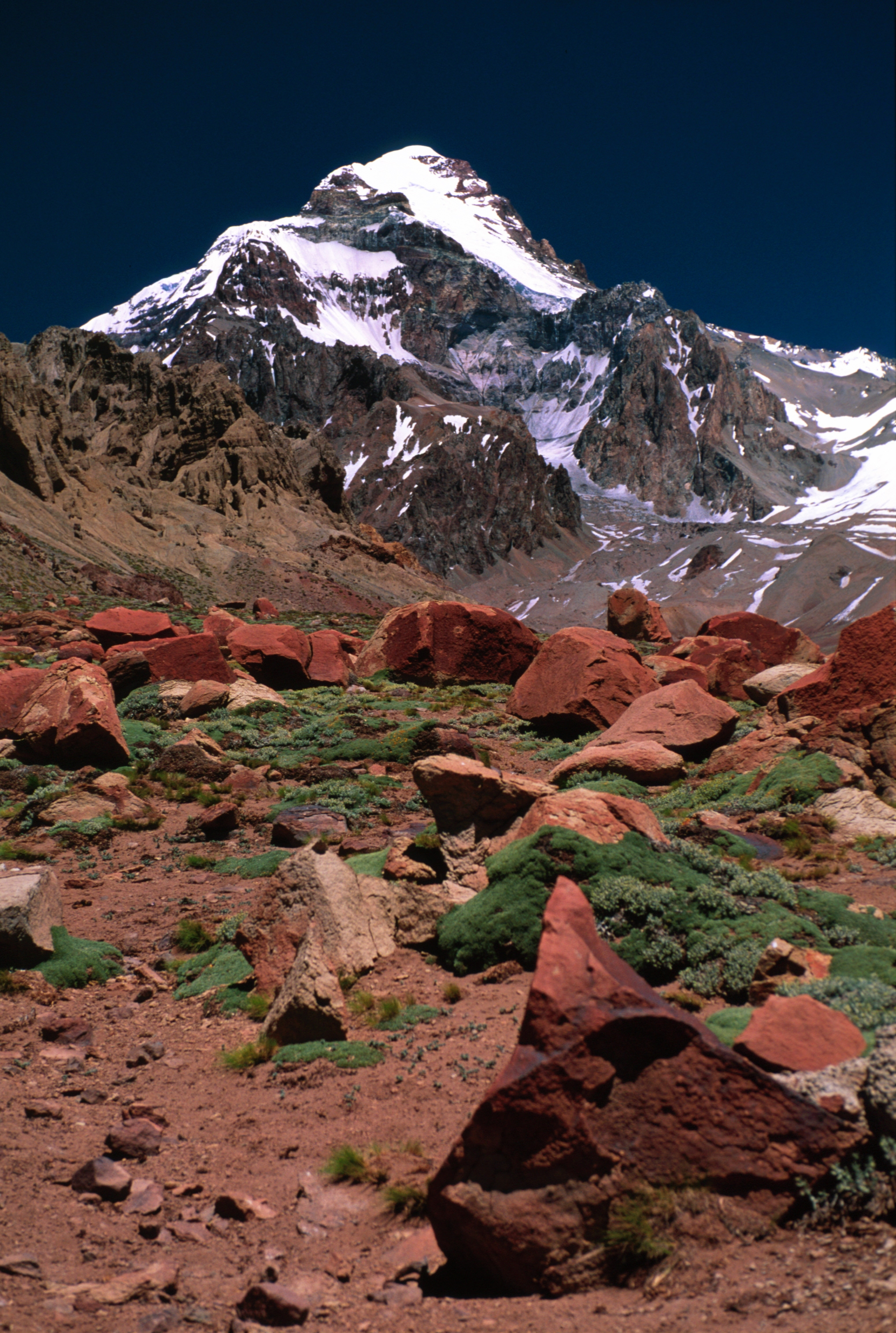
El Cerro Aconcagua, Andes argentins, el cerro més alt de la serralada

La classificació de les diverses zones de la serralada andina ha anat canviat al llarg del temps, predominant, durant un llarg període, una nomenclatura associada a les divisions politicoadministratives. Encara se sol parlar d'Andes veneçolans, colombians, equatorians, etcètera. El 1973, el geòleg Augusto Gansser va proposar una divisió basada en l'observació científica de les característiques morfològiques de la serralada:
- Andes septentrionals: a nord del golf de Guayaquil (4 °S), l'Equador, els Andes veneçolans, els Andes colombians i els Andes equatorians.
- Andes centrals: entre el golf de Guayaquil i el golf de Penas (46 °30´S), Xile, Andes peruans, bolivians, i argentino-xilens.
- Andes australs: al sud del golf de Penas, Andes patagons i Andes del foc (l'Illa Gran de la Terra del Foc).

Els Andes septentrionals i australs s'anomenen també Andes de Tipus Col·lisionals, per haver-se format per l'abducció de l'escorça oceànica. Els Andes centrals corresponen als anomenats Andes de Tipus Andí, desenvolupats per a la subducció de l'escorça marina.
La geologia també proveeix altres classificacions més detallades de les zones andines.

### Subregions

#### Andes septentrionals
- Andes del Carib: a la costa del mar Carib, sobretot a l'est del llac Maracaibo.
- Zona de subducció horitzontal de Bucaramanga: al nord de la latitud de Bogotà, excloent l'àrea anterior.
- Zona volcànica nord (ZVN): entre la latitud de Bogotà i la del golf de Guayaquil.

#### Andes centrals
- Zona de subducció del Perú: entre la latitud del golf de Guayaquil i la del llac Titicaca.
- Zona volcànica central (ZVC): entre la latitud del llac Titicaca i el límit sud del desert d'Atacama.
- Zona de subducció horitzontal Pampeana: entre el límit sud del desert d'Atacama i l'àrea de l'Aconcagua. En esta franja s'hi troben els pic més alts de l'Amèrica del Sud.
- Zona volcànica sud (ZVS): fins a la latitud del golf de Penas.

#### Andes australs
- Zona volcànica austral (ZVA): des de la latitud del golf de Penas fins als confins de l'Illa Gran de la Terra del Foc i altres illes adjacents.
- Andes patagons: correspon a la zona al sud del cerro Tronador a Xile i l'Argentina, fins a l'estret de Magallanes, on s'interromp totalment la cadena muntanyosa. Les seves altituds mitjanes oscil·len entre els 1.500 i els 2.000 metres, arribant en algun punt fàcilment a superar els 3.500 metres sobre el nivell del mar. Destaca dins d'aquesta cadena muntanyosa el massís del Paine, un grup de torres granítiques de més de 3.000 msnm, que s'eleven sobre llacs i glaceres de la Patagònia xilena. En aquesta part els Andes són dominats per dos gegantescos camps de gel que constitueixen les reserves d'aigua dolça més grans del món fora de les zones polars (l'Antàrtida i Groenlàndia).
- Andes del foc o serralada de Darwin: immediatament al sud de l'estret de Magallanes, els Andes tornen a fer gala de majestuositat amb alçades superiors als 2.000 metres i dominats per un camp de gel amb glaceres que cauen cap al canal de Beagle.

### Descripció de les zones principals

#### Andes septentrionals
Al sud de Colòmbia, a la frontera amb l'Equador, els Andes constitueixen una sola serralada amb pics volcànics de fins a 5.000 msnm, però cap al nord, al nus de les Pastures (Nudo de los Pastos, en castellà), es divideix ràpidament en dues serralades anomenades respectivament Occidental i Central, i d'aquesta se'n desprèn l'Oriental.
La serralada Central està separada de l'Occidental, una distància mitjana de 400 km, per una falla geològica ocupada pel riu Patía al sud i pel riu Cauca al nord. La serralada Oriental gradualment es va separant cap a l'est, creant la conca del riu més important de Colòmbia, el riu Magdalena. Aquesta serralada s'estén cap al nord i al Departament de Norte de Santander se subdivideix en dos braços; el braç oriental penetra al territori de Veneçuela, on obté el nom de serralada de Mérida de les que les seves continuacions naturals donen pas a la formació Lara-Falcón i tenen una allunyada relació amb les serralades del Litoral Central (Caracas, Valencia, Maracay) i Oriental (Puerto La Cruz, Barcelona (Veneçuela)).
El braç occidental, anomenat Serralada del Perijá, es desprèn d'aquesta cap al nord i forma la frontera natural colombianoveneçolana i gradualment va perdent alçada i arriba al Carib a la punta Gallinas a la península de Guajira, a l'extrem nord de Colòmbia. Al Perijá s'acosta a la Sierra Nevada de Santa Marta formant una vall per on passa el riu César. La Serra Nevada de Sant Marta és l'estructura muntanyosa més alta de Colòmbia: 5.775 metres, i a més, és la muntanya costanera més alta del món.
Les tres serralades tenen pics principalment de formació volcànica de més de 4 kilòmetres. La Central i l'Oriental tenen pics de més de 5.000 metres coberts amb neus permanents. Molts d'aquests volcans estan actualment actius i han causat destrucció i morts en el passat a causa de les explosions de gas i cendra, així com, a causa de les allaus de gel i fang. L'occident del país està subjecte a una major activitat tel·lúrica el que demostra la inestabilitat de la seva naturalesa geològica. Al nord-oest de la serralada Occidental apareix un sistema muntanyós anomenat serralada del Baudó, que continua pel Darién girant a l'oest cap a Panamà.
Les ciutats importants dels Andes septentrionals són Bogotà, Cali i Medellín a Colòmbia, Quito i Riobamba a l'Equador i San Cristóbal i Mérida a Veneçuela.

#### Andes centrals

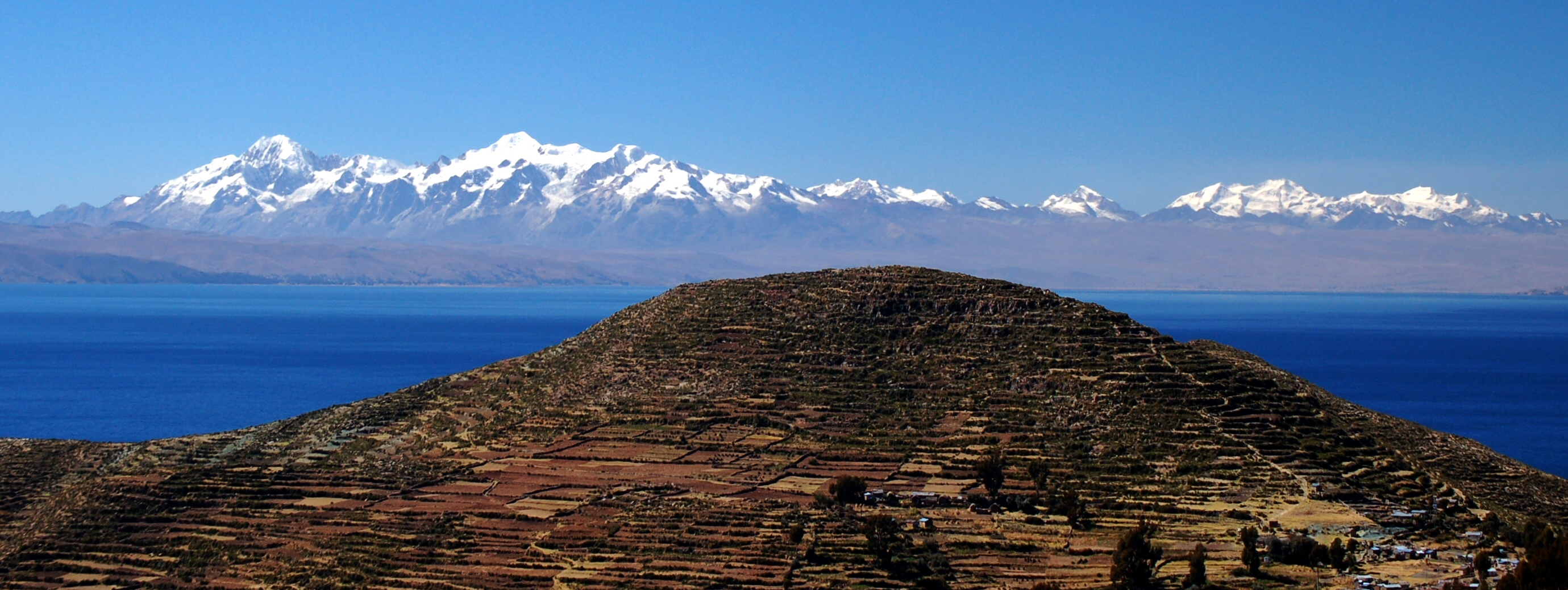
Panoràmica de la Serralada Central de Bolívia des de l'illa del Sol

Els Andes centrals s'estenen des del nus de Pastura fins al nevado Tres Cruces a Xile.
La disposició de les carenes muntanyoses és de dues carenes separades per l'altiplà andí.
L'alçada màxima d'aquesta regió és el Huascarán (6.768 msnm) i a la zona xilena és el cim d'Ojos del Salado (6.891 msnm).
S'originen dos grans llacs, el Titicaca i el Poopó. Els altiplans interiors són les pampes bolivianes. El clima és àrid i càlid, i el bioma predominant és el desèrtic. La població es concentra més al mateix altiplà i a les costes.

#### Andes australs

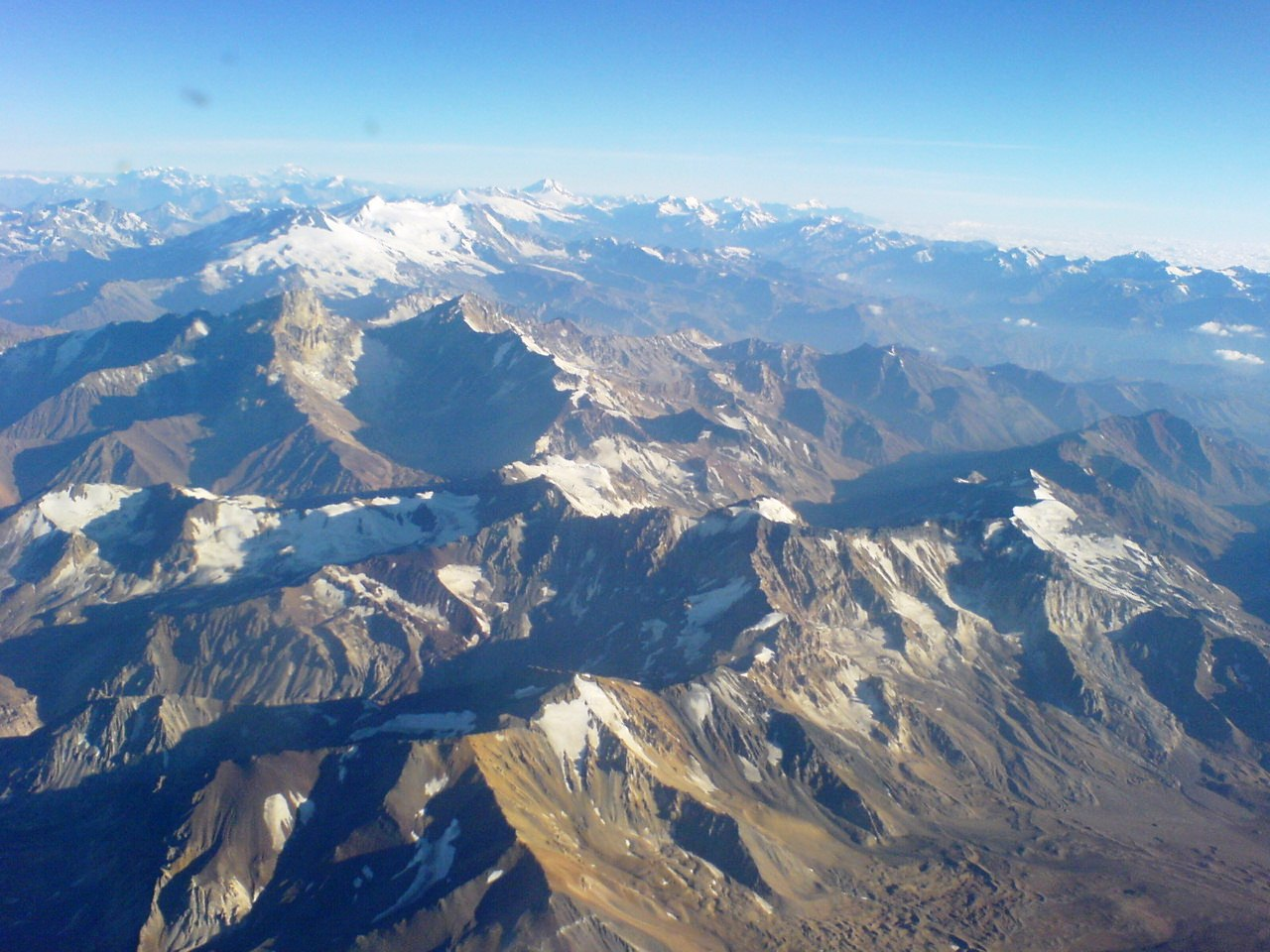
Sector intermedi de la serralada entre Santiago de Xile i Mendoza, l'Argentina, vist un dia d'estiu

Els Andes australs s'estenen fins a l'extrem sud de l'Amèrica del Sud. Aquesta regió concentra gairebé la totalitat dels tipus climàtics. Pot ser subdividida, a la vegada, en:
Andes de transicióaquí s'hi troben els pics més elevats, encara que l'alçada mitjana baixa. Els passos són difícils i escarpats. Estan constituïts per sengles dorsals separades per una vall longitudinal d'entre 10 i 40 quilòmetres d'ample. A l'oest s'hi troba la serralada de la Costa, que amb prou feines supera els 2.000 metres d'altitud. A l'est s'alça la cadena principal amb alguns dels cims més alts: Aconcagua (6.962 m), el Tupungato (6.635 m.) i el cerro Mercedario (6.770 m.).
Andes patagonsla serralada dels Andes es torna la macroforma predominant, les alçades descendeixin dràsticament degut en part a l'erosió glaciar que ha creat una costa d'arxipèlags i fiords, però les alçades relatives de les muntanyes les fan de les més cobejades per muntanyencs de tot el món, ja que aquestes muntanyes tenen les seves bases gairebé a nivell del mar. Les alçades principals són el cerro Tronador (3.478 m.), el Monte San Valentín (4.058 m), el Monte Fitz Roy (3.405 m), el cerro Torre (3.150 m), el cerro Paine Grande (3.240 m,) i les majestuoses torres del Paine (3.000 m.). La serralada Darwin a la porció xilena de l'illa Gran de la Terra del Foc presenten les últimes grans elevacions abans que els Andes se submergeixin sota el mar. El monte Darwin és el més alt de la Terra del Foc (2.488 m), seguit pel monte Sarmiento (2.350 m.).

#### Andes antàrtics
Els Andes continuen més enllà de la Terra del Foc, per sota l'aigua, amb els seus pics en forma d'illes, reapareixen a les illes Geòrgia del Sud, Sandwich del Sud, Òrcades del Sud i Shetland del Sud. Emergeixen de nou a l'Antàrtida.

## Clima

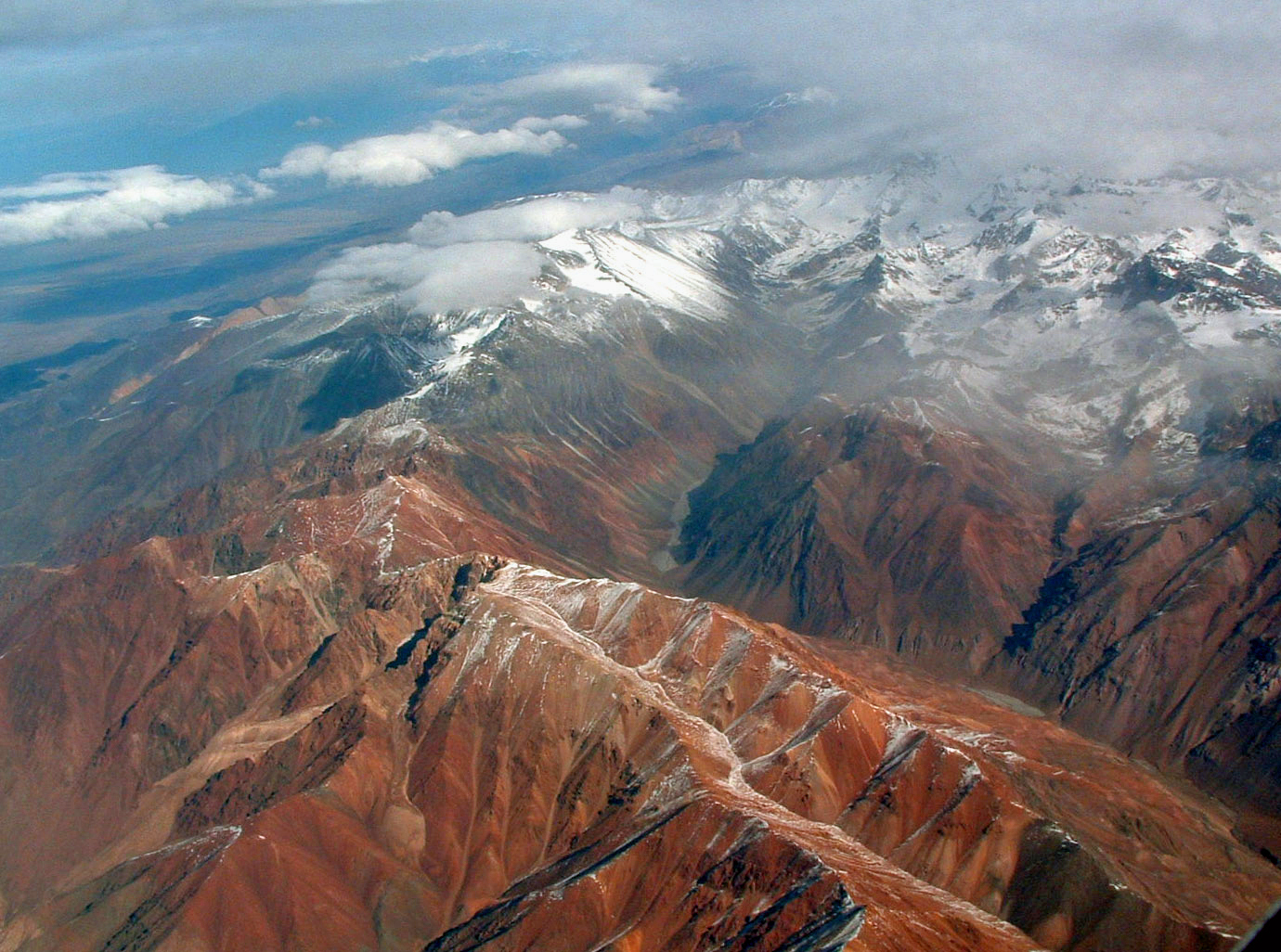
Andes Centrals

El clima dels Andes depèn en gran manera de la situació, altitud i proximitat al mar. La secció sud de la serralada és una zona plujosa i freda i, en canvi, els Andes Centrals tenen un clima sec. Els Andes septentrionals són típicament plujosos i càlids, amb una temperatura mitjana de 18 °C a Colòmbia. El clima de la zona és conegut per canviar de forma dràstica en una distància molt curta: per exemple, podem trobar boscos humits just a uns quilòmetres del cim nevat del Cotopaxi. Les altres muntanyes tenen un efecte molt important en les temperatures de les zones del voltant. La línia de neu, punt on comença la neu, depèn molt del lloc: es troba entre 4.500 i 4.800 metres (14.800 - 15.800 peus) a les zones més tropicals com l'Equador, Colòmbia, Veneçuela i el nord dels Andes peruans, augmentant fins a 4.800-5.200 metres (15.800-17060 peus) a les muntanyes més seques del sud del Perú i nord de Xile on també es troba el límit arbori més alt del món amb l'arbre Polylepis tarapacana, pels voltants dels 30 °S; llavors la cota baixa fins als 4.500 m a l'Aconcagua a 32 °S, 2000 m a 40 °S, 500 m a 50 °S, i només 300 m a la Terra del Foc a 55 °S; des dels 50 °S, diverses grans glaceres baixen fins al nivell del mar.
Els Andes xilens i argentins es poden dividir en dues zones climàtiques i glaciarològiques; els "Andes Secs" i els "Andes Humits". Ja que els Andes Secs s'estenen des de les latituds del desert d'Atacama cap a l'àrea del riu Maule, les precipitacions són més esporàdiques i hi ha grans oscil·lacions de temperatura.

## Principals cims
L'Argentina i Xile comparteixen els pics més alts dels Andes, seguits pels pics presents a la cordillera Blanca situada al Perú, la cordillera Reial de Bolívia i els Andes equatorians.
El cim més alt és l'Aconcagua que, amb els seus 6.962 msnm és del punt més alt del continent americà i dels hemisferis sud i occidental. Es troba a la província de Mendoza, a l'Argentina.
Al sud del Perú, prop de Cuzco, s'hi troba el nus de Vilcanota, que arriba al seu punt més alt amb el cerro Ausangate (6.380 m). En aquesta serralada hi està ubicada la glacera de Quelccaya, una de les dues úniques glaceres planes de les zones tropicals del món. Aquesta singularitat ha permès estudiar al seu gel els canvis climàtics ocorreguts al tròpic des de l'última era glacial.
Al centre del Perú s'hi troba la serralada Blanca amb els nevados més alts del país, com per exemple, el Cerro Huascarán, de 6.768 m.
| Altitud | Nom                 | Serralada              | Ubicació                                  | País             |
| ------- | ------------------- | ---------------------- | ----------------------------------------- | ---------------- |
| 6.962   | Aconcagua           |                        | Província de Mendoza                      | Argentina        |
| 6.891   | Ojos del Salado     | Puna d'Atacama         | Província de Catamarca Regió d'Atacama    | Argentina · Xile |
| 6.792   | Monte Pissis        | Puna d'Atacama         | Província La Rioja Província de Catamarca | Argentina        |
| 6.770   | Cerro Mercedario    | Serralada de la Ramada | Província de San Juan                     | Argentina        |
| 6.768   | Huascarán           | Serralada Blanca       | Departament d'Ancash                      | Perú             |
| 6.759   | Cerro Bonete        | Puna d'Atacama         | Província de La Rioja                     | Argentina        |
| 6.758   | Nevado Tres Cruces  | Puna d'Atacama         | Província de Catamarca Regió d'Atacama    | Argentina · Xile |
| 6.723   | Llullaillaco        | Puna d'Atacama         | Província de Salta Regió d'Antofagasta    | Argentina · Xile |
| 6.658   | Volcà Walther Penck | Puna d'Atacama         | Província de Catamarca                    | Argentina        |
| 6.638   | Volcà Incahuasi     | Puna d'Atacama         | Província de Catamarca Regió d'Atacama    | Argentina · Xile |

| Altitud | Nom              | Serralada            | Ubicació                                       | País             |
| ------- | ---------------- | -------------------- | ---------------------------------------------- | ---------------- |
| 6.962   | Aconcagua        |                      | Província de Mendoza                           | Argentina        |
| 6.891   | Ojos del Salado  | Puna d'Atacama       | Província de Catamarca Regió d'Atacama         | Argentina · Xile |
| 6.768   | Huascarán        | Serralada Blanca     | Departament d'Ancash                           | Perú             |
| 6.542   | Nevado Sajama    | Serralada Occidental | Departament d'Oruro                            | Bolívia          |
| 6.310   | Chimborazo       | Serralada Occidental | Província de Chimborazo                        | Equador          |
| 5.364   | Nevado del Huila | Serralada Central    | Dept. de Huila Dept. de Tolima Dept. del Cauca | Colòmbia         |
| 5.007   | Pic Bolívar      | Sierra Nevada        | Estat de Mèrida                                | Veneçuela        |

## Altres cims importants

### Argentina
- Aconcagua, 6.962 m.
- Cerro Bonete, 6.759 m.
- Galán, 5.912 m.
- Mercedario, 6.720 m.
- Pissis, 6.795 m.

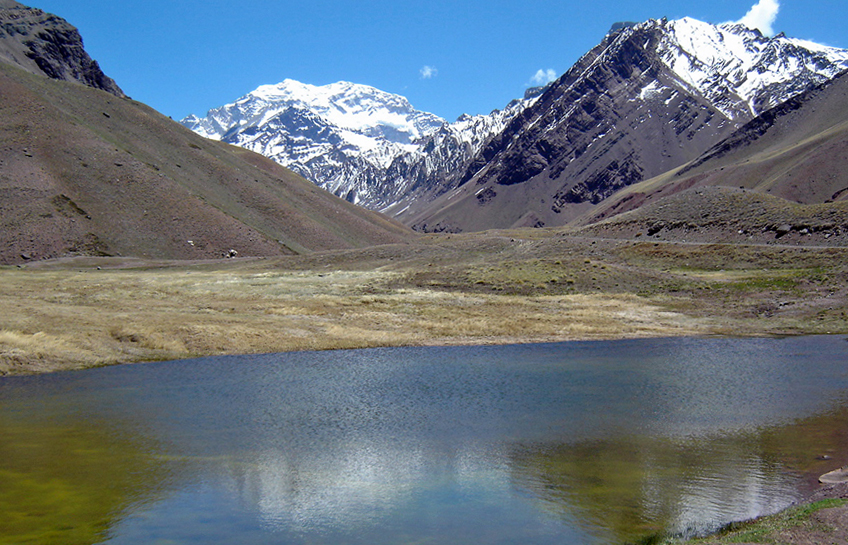
Aconcagua, Argentina
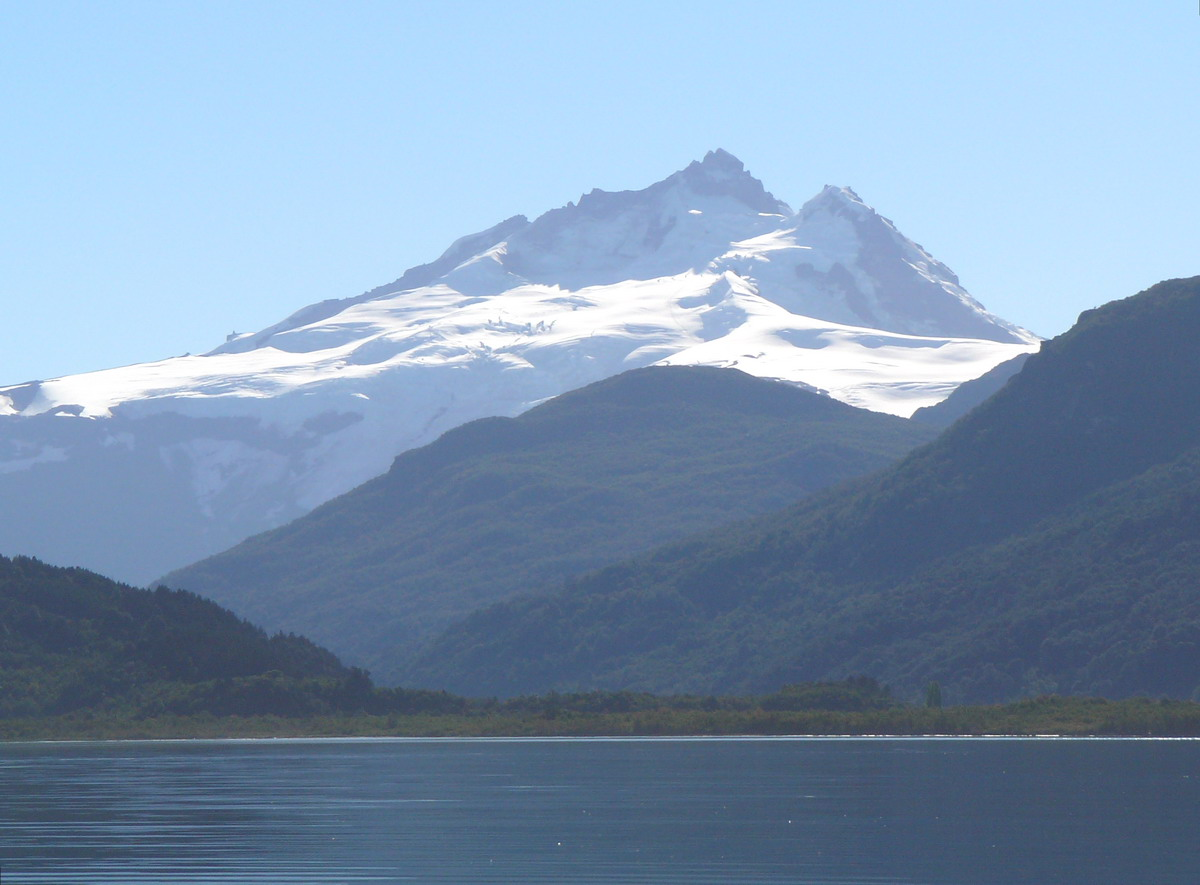
Tronador, Argentina/Xile

### Frontera entre Argentina i Xile
- Cerro Bayo, 5.401 m.
- Cerro Chaltén, 3.375 m o 3.405 m, Patagonia, també conegut com a Cerro Fitz Roy
- Cerro Escorial, 5.447 m.
- Cordón del Azufre, 5.463 m.
- Falso Azufre, 5.890 m.
- Incahuasi, 6.620 m.
- Lastarria, 5.697 m.
- Llullaillaco, 6.739 m.
- Maipo, 5.264 m.
- Marmolejo, 6.110 m.
- Ojos del Salado, 6.893 m.
- Olca, 5.407 m.
- Sierra Nevada de Lagunas Bravas, 6.127 m.
- Socompa, 6.051 m.
- Nevado Tres Cruces, 6.749 m (south summit) (III Region)
- Tronador, 3.491 m.
- Tupungato, 6.570 m.
- Nacimiento, 6.492 m.

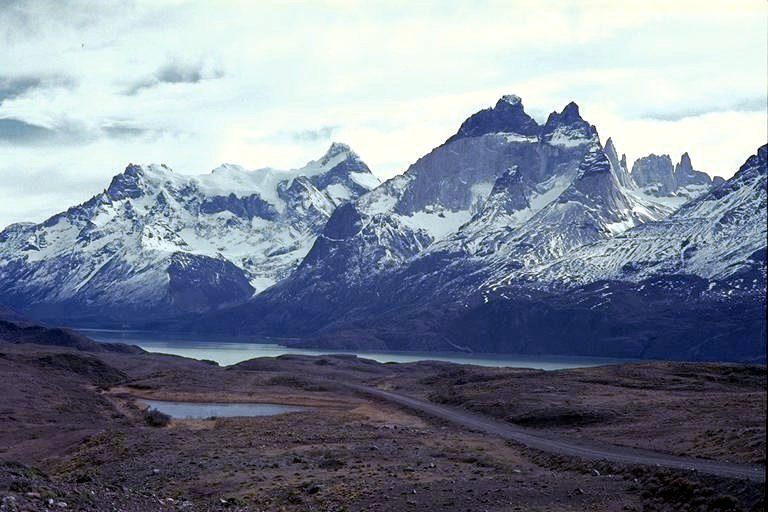
Torres del Paine, Xile
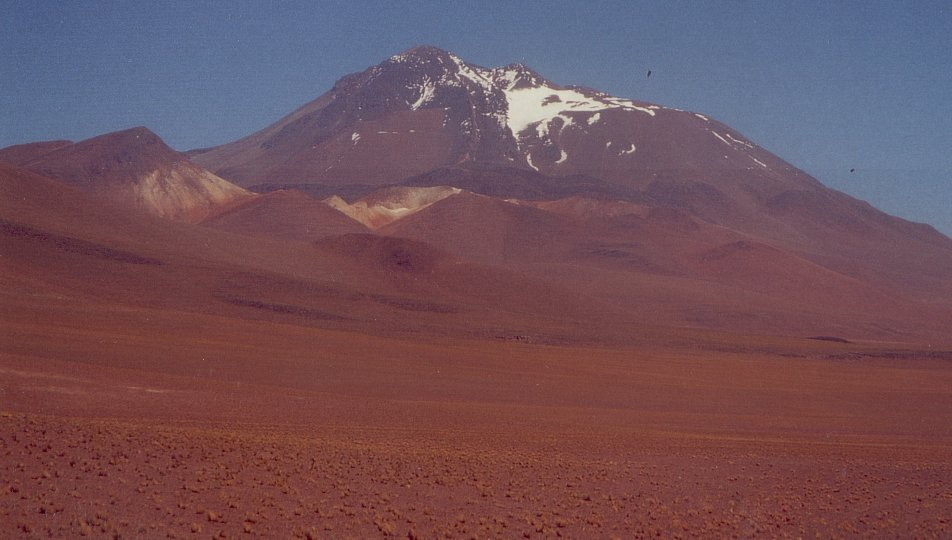
Llullaillaco, Xile/Argentina
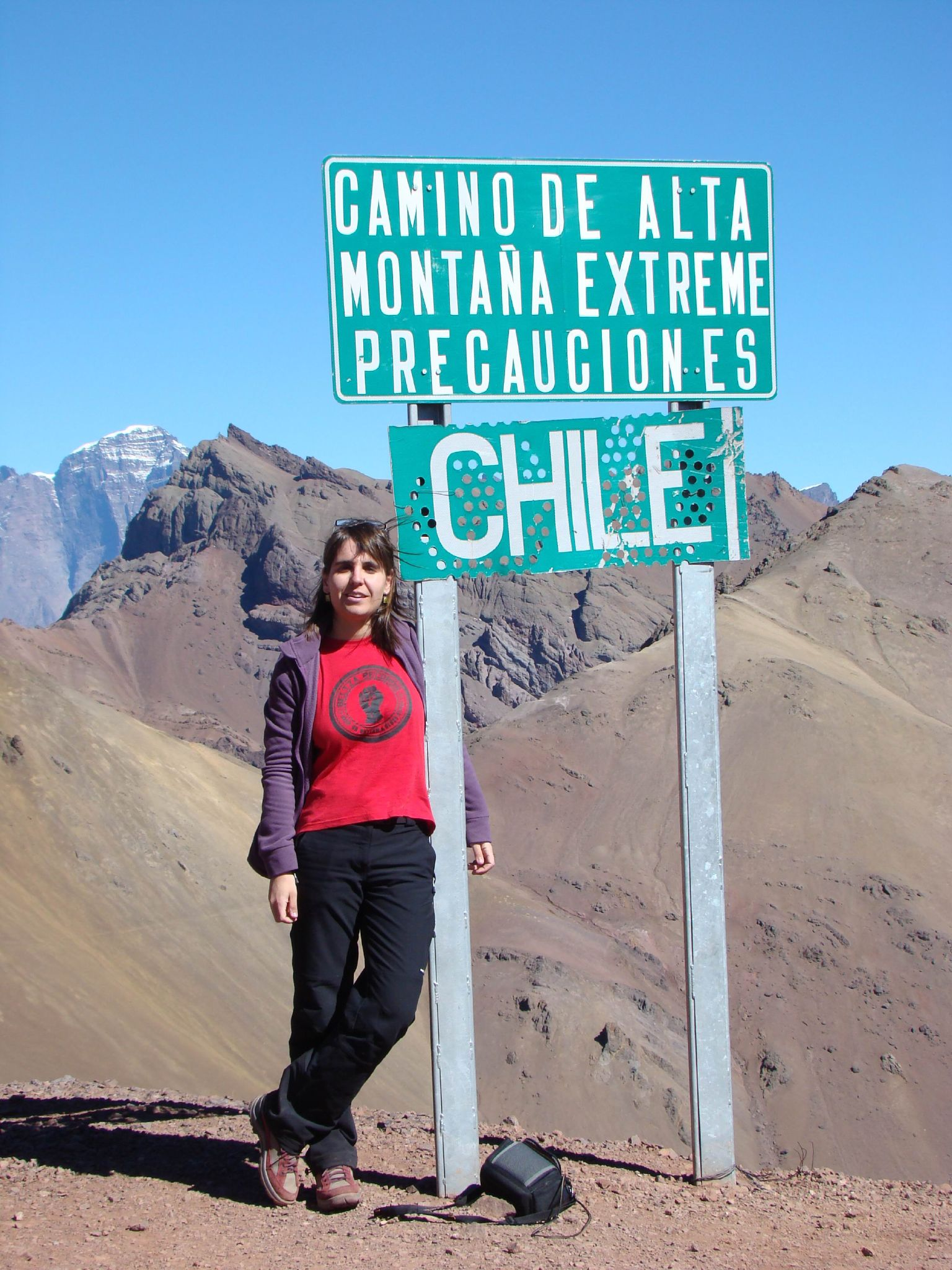
Camino de Alta Montana, Xile/Argentina

### Bolívia
- Ancohuma, 6427 m.
- Cabaray, 5860 m.
- Chacaltaya, 5421 m.

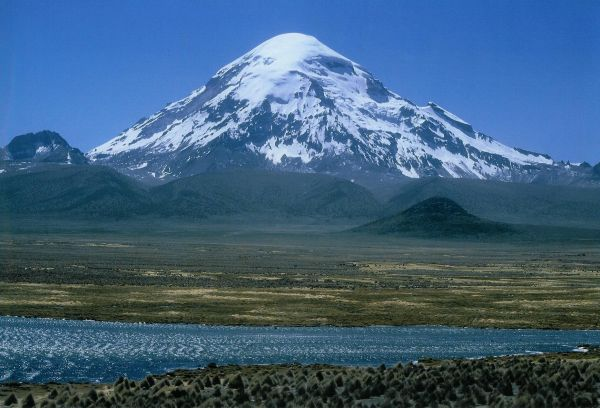
Sajama
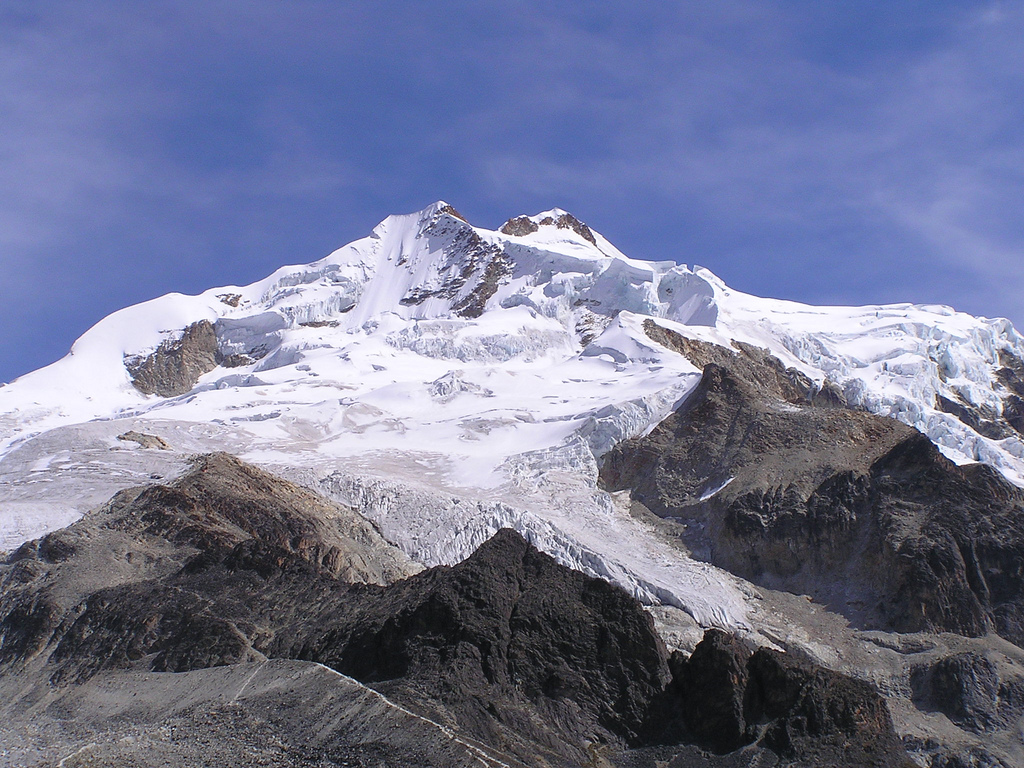
Huayna Potosí, 6088 m.
- Illampu, 6368 m.
- Illimani, 6438 m.
- Macizo de Larancagua, 5520 m.
- Macizo de Pacuni, 5400 m.
- Nevado Anallajsi, 5750 m.
- Nevado Sajama, 6542 m.
- Patilla Pata, 5300 m.
- Tata Sabaya, 5430 m.

- Sajama
- Huayna Potosí

### Frontera entre Bolívia i Xile
- Acotango, 6052 m.
- Cerro Minchincha, 5305 m.
- Irruputuncu, 5163 m.
- Licancabur, 5920 m.
- Olca, 5407 m.
- Parinacota, 6348 m.
- Paruma, 5420 m.
- Pomerape, 6282 m.

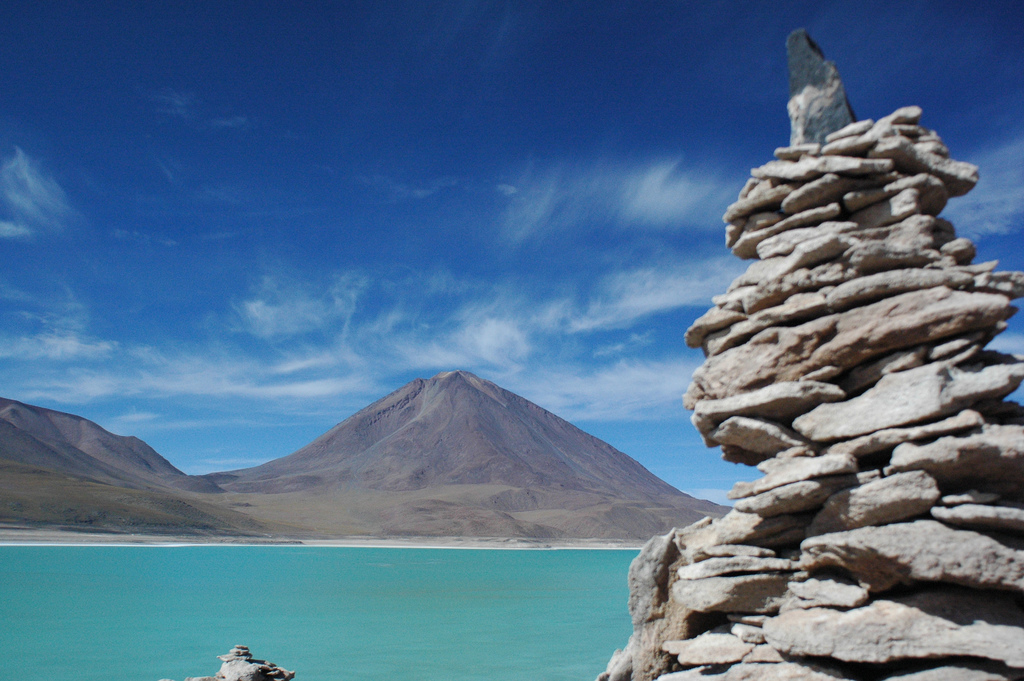
Licancabur, Bolívia/Xile
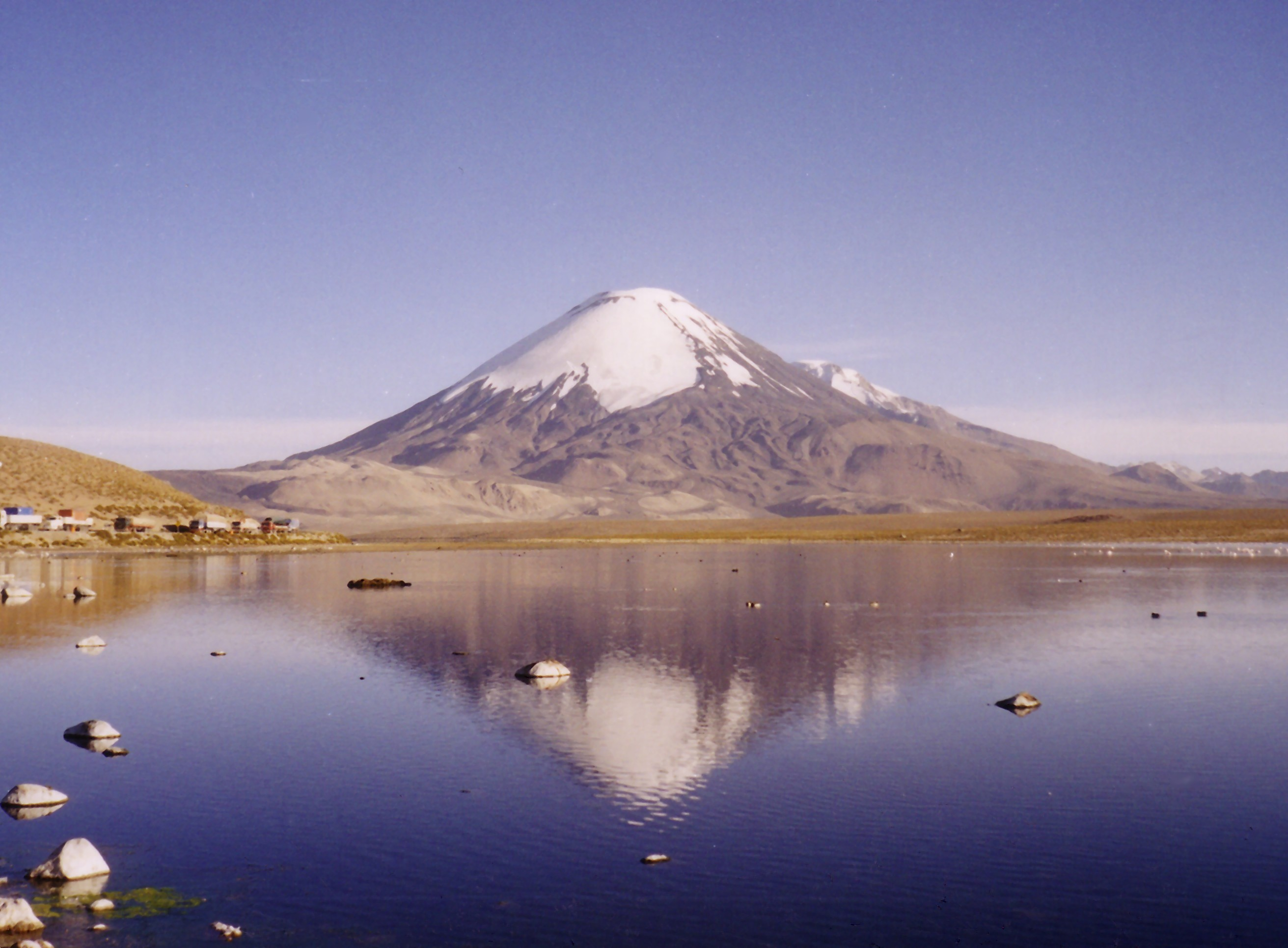
Parinacota

### Xile
- Monte San Valentin, 4058 m.
- Cerro Paine Grande, c.2750 m.
- Cerro Macá, c.2300 m.
- Monte Darwin, c.2500 m.
- Volcan Hudson, c.1900 m.
- Cerro Castillo Dynevor, c.1100 m.
- Mount Tarn, c.825 m.
- Polleras, 5993 m.

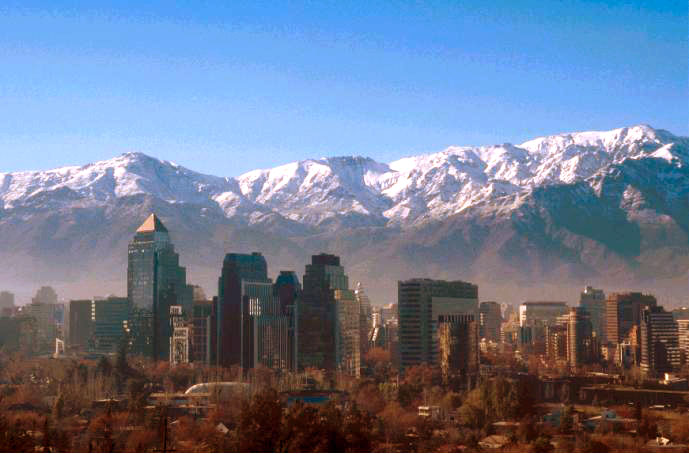
Santiago de Xile al vessant oest dels cims nevats dels Andes
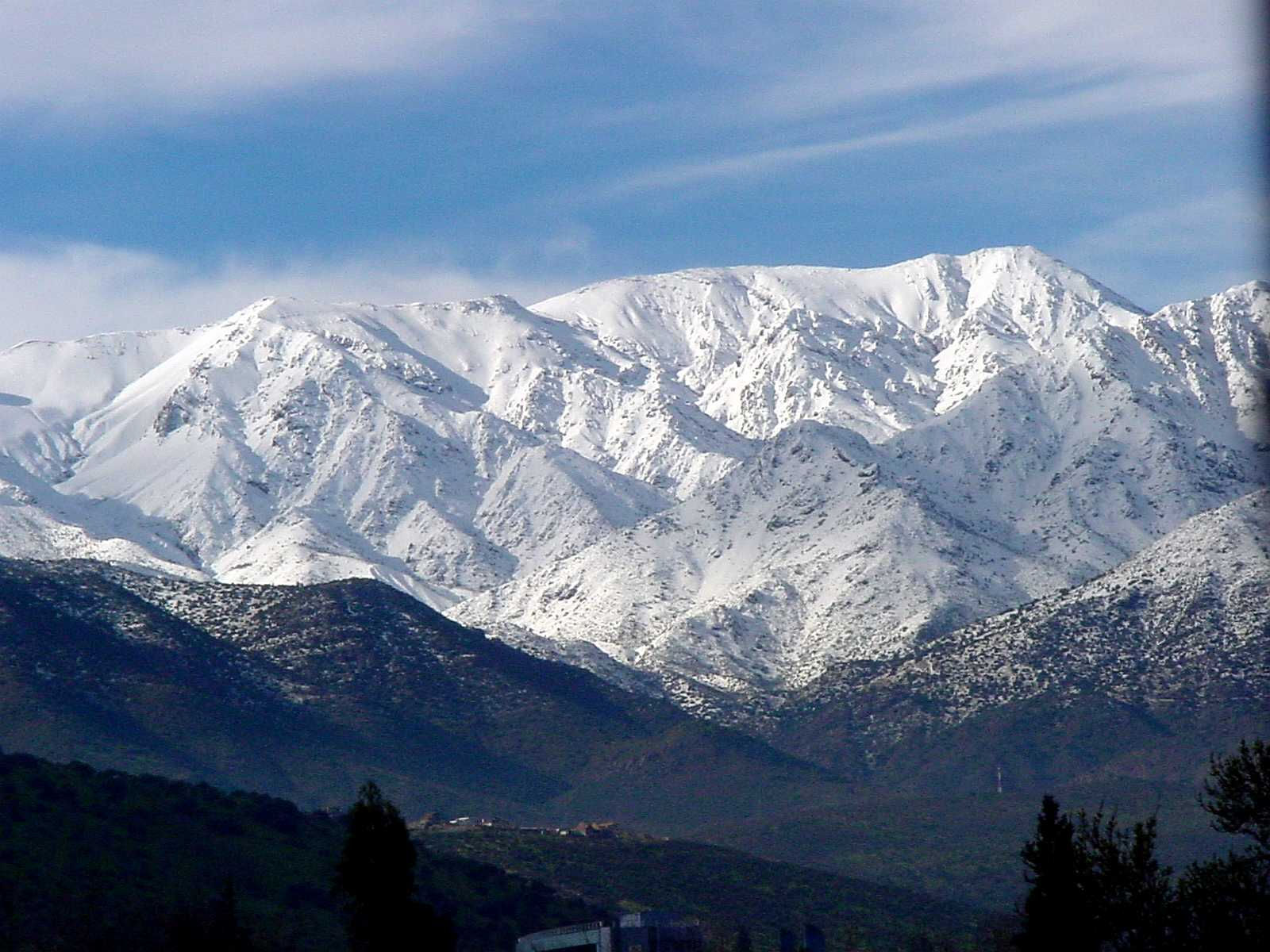
Els cims nevats dels Andes, Santiago de Xile
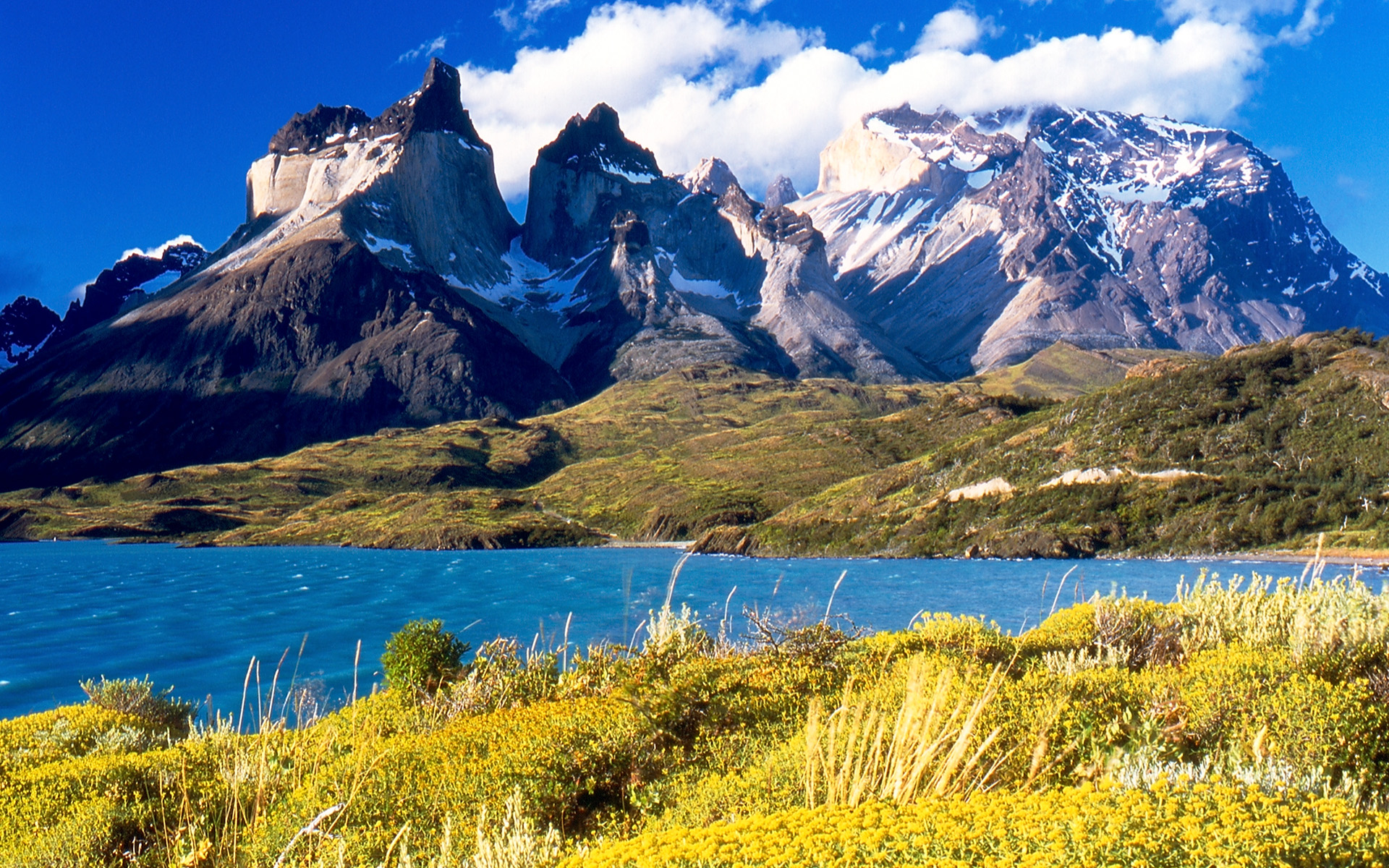
Vista de los Cuernos del Paine al Parc Nacional de les Torres del Paine.

### Colòmbia
- Galeras, 4276 m.
- Nevado del Huila, 5365 m.
- Nevado del Ruiz, 5321 m.
- Ritacuba Blanco, 5410 m.
- Nevado del Quindío, 5215 m.

### Equador
- Antisana, 5752 m.
- Cayambe, 5790 m.
- Chimborazo, 6268 m.
- Corazón, 4790 m.
- Cotopaxi, 5897 m.
- L'Altar, 5320 m.
- Illiniza, 5248 m.
- Pichincha, 4784 m.
- Quilotoa, 3914 m.
- Reventador, 3562 m.
- Sangay, 5230 m.
- Tungurahua, 5023 m.
- Titicacha, 5035 m.

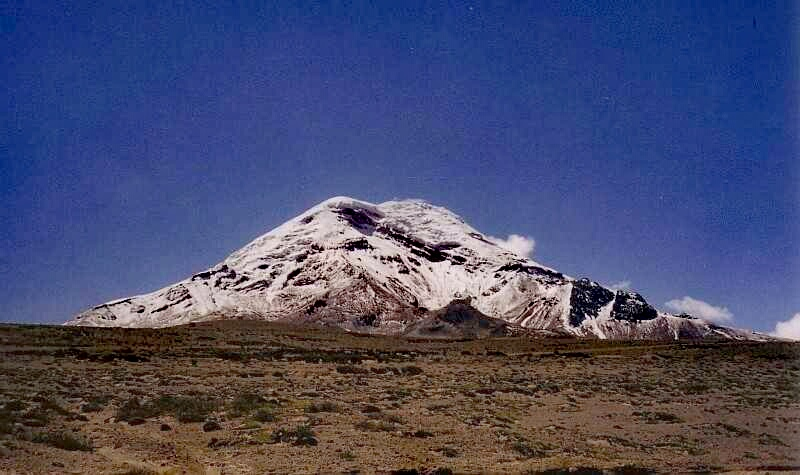
Chimborazo, Equador

### Perú

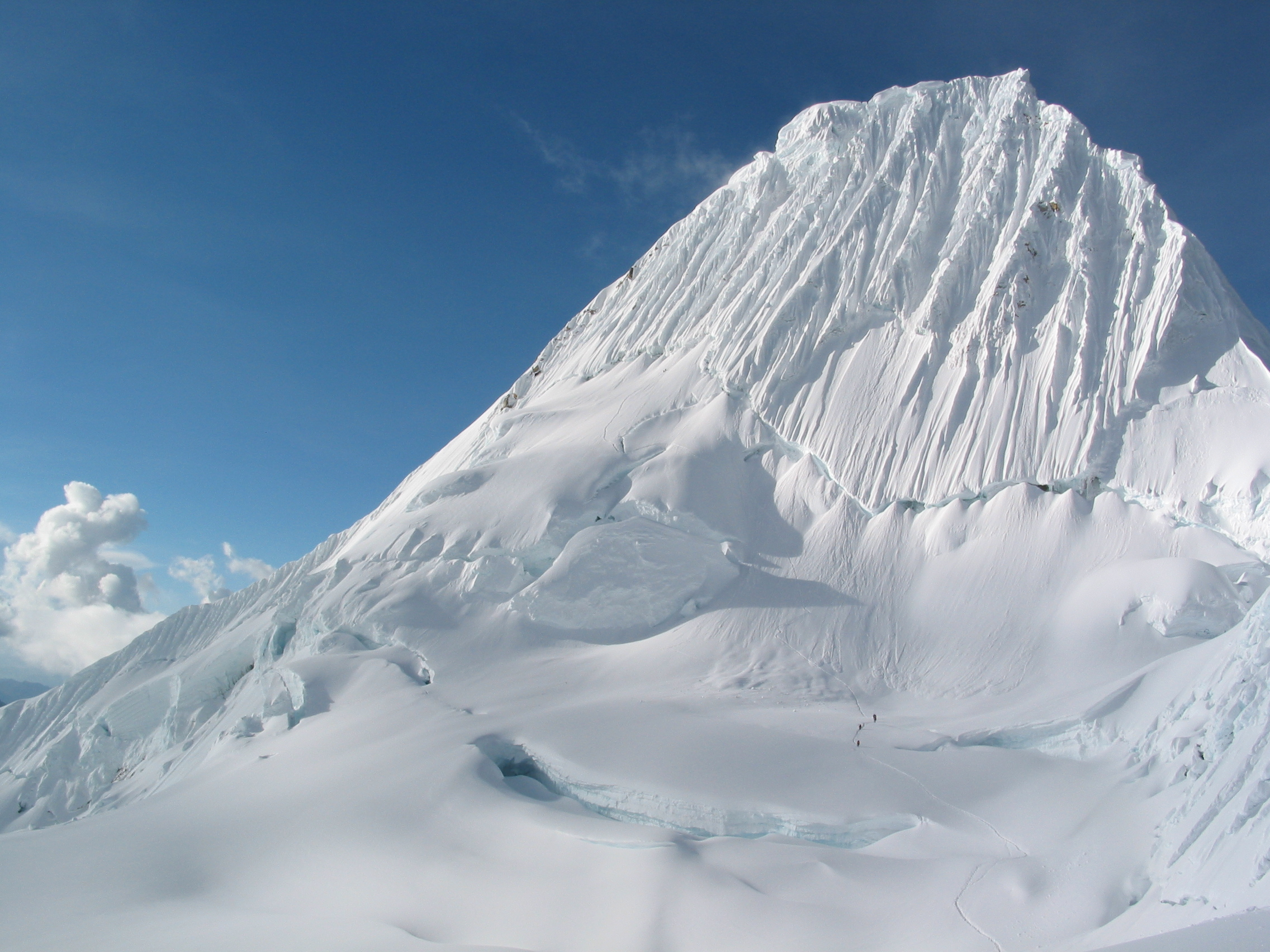
Alpamayo, 5947 m.
- Artesonraju, 6025 m.
- Carnicero, 5960 m.
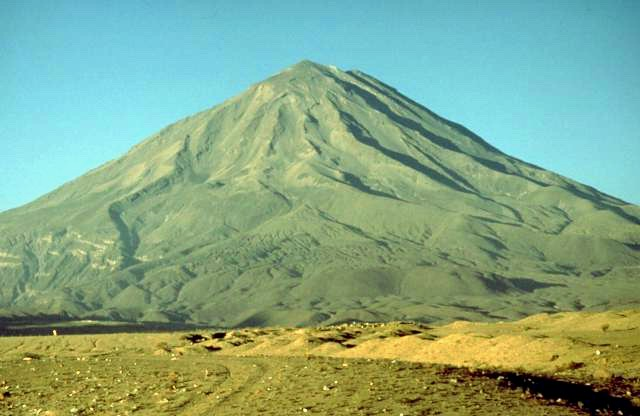
El Misti, 5822 m.
- El Toro, 5830 m.
- Huascarán, 6768 m.
- Jirishanca, 6094 m.
- Pumasillo, 5991 m.
- Rasac, 6040 m.
- Rondoy, 5870 m.
- Sarapo, 6127 m.
- Seria Norte, 5860 m.
- Siula Grande, 6344 m.
- Yerupaja, 6635 m.
- Yerupaja Chico, 6089 m.

- Alpamayo, Perú
- El Misti, Perú

### Veneçuela
- Pic Bolívar, 4.981 m.
- Pic Humboldt, 4.940 m.
- Pic Bonpland, 4.880 m.
- Pic La Concha, 4.870 m.
- Pic Piedras Blancas, 4.740 m.

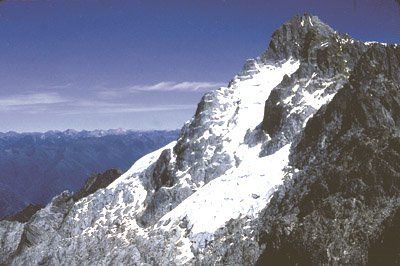
Pic Bolívar, Veneçuela

## Parcs Nacionals
Recopilació dels diferents Parcs Nacionals (espais naturals protegits per llei de la contaminació i desenvolupament humans) que es poden trobar en les zones dels Andes o d'influència més propera:
| Nom                   | Situació  | Àrea          | Data creació       | Visites        |
| --------------------- | --------- | ------------- | ------------------ | -------------- |
| Torres del Paine      | Xile      | 242.242 ha.   | 13 de maig de 1959 | 107.091 (2005) |
| Laguna San Rafael     | Xile      | 1.742.000 ha. |                    |                |
| Bernardo O'Higgins    | Xile      | 3.500.000 ha. |                    |                |
| Vicente Pérez Rosales | Xile      | 251.000 ha.   | 1962               |                |
| Los Glaciares         | Argentina | 445.900 ha.   |                    |                |
| Nahuel Huapi          | Argentina | 712.160 ha.   | 1903 / 1934        |                |

## Esports i recreació
Les belleses naturals de la regió, les ruïnes incaïques de Bolívia i el Perú, i la possibilitat d'accedir de forma senzilla als glaciars del sud de l'Argentina i Xile, faciliten el turisme a gran escala.
Els Andes presenten condicions òptimes per a la realització de diversos esports com l'andinisme, el senderisme i el ràfting. L'esquí, el snowboard i altres esports hivernals estan molt desenvolupats a l'Argentina i Xile. Als Andes de transició s'hi troba la major concentració de centres d'esquí de l'hemisferi sud, després de Nova Zelanda.
- Estacions d'esquí:

- - A Argentina: Altos del Valle, Batea Mahuida, Caviahue, Cerro Bayo, Cerro Castor, Cerro Catedral, Cerro Wayle, Chapelco, Glaciar Martial, La Hoya, Las Cotorras, Las Leñas, Llanos del Castor, Los Penitentes, Nunatak, Primeros Pinos, Solar del Bosque, Tierra Mayor, Valdelén, Vallecitos, Valle de los Huskies, Valle Hermoso.

- - A Bolívia: Chacaltaya.

- - A Xile: Antillanca, Antuco, Cerro El Fraile, Cerro Mirador, Chapa Verde, Corralco, Farellones, Lagunillas, La Parva, Las Araucarias, Los Arenales, Portillo, Villarica, Termas de Chillán, Valle Nevado.